# Okres Komárno
Okres Komárno je jedním z okresů Slovenska. Leží v Nitranském kraji, v jeho nejjižnější části. Na severu hraničí s okresem Šaľa a Nové Zámky, na jihu s Maďarskem a na západě s okresem Dunajská Streda v Trnavském kraji.